# Золотая мантелла
Золотая мантелла, или мантелля (лат. Mantella aurantiaca) — вид небольших по величине лягушек, относящихся к роду Mantella из семейства мантеллы, обитающий на Мадагаскаре.

## Описание
Взрослая золотая мантелла достигает величины до 24 миллиметров, иногда встречаются самки с длиной тела до 31 миллиметра. Окрас животных — ярко-оранжевый, с вариациями от жёлто-оранжевого до красно-оранжевого. На ляжках и на боках встречаются красные пятна. Брюшко обычно светлее, чем спина. Глаза чёрного цвета, зрачки расположены горизонтально. Самки сложены крупнее самцов.

## Ареал и повадки
Золотая мантелла встречается лишь в одном небольшом регионе на востоке Мадагаскара площадью около 10 км², находящемся на высоте между 920 и 960 м над уровнем моря. Этот вид лягушек живёт на почве, скрываясь среди мхов, корней растений и опавших листьев. Это, как правило, небольшие лесные островки, разбросанные среди болот. Золотой мантелле присущ дневной образ жизни, когда она охотится на мелких насекомых. Климат в местах их обитания — тропический, влажный.
Во время брачного периода, продолжающегося с ноября по январь, самцы издают при помощи особого, раздувающегося горлового пузыря неравномерные серии звуков, воспринимаемых на слух как «тиик-тиик». Самки откладывают в специально сооружённые среди листвы хранилища от 20 до 60 беловатых яиц. Через 2 недели из них выводятся головастики, которые сильными сезонными дождями смываются в ближайшие водоёмы либо они растут в образующихся после тропических ливней гигантских лужах. Превращение в молодых лягушек величиной от 9 до 11 мм наступает через 70 дней. «Молодёжь» первоначально имеет тёмно-коричневый окрас, который меняется на оранжевый через 8 недель. Половой зрелости животные достигают в возрасте 1 года.

## Токсичность
Молодые, тёмно-коричневые лягушки не ядовиты. У взрослых же особей подкожные железы выделяют такие токсины, как Pumiliotoxin, Allopumiliotoxin, Homopumiliotoxin, Pyrrolizidine, Indolizidine и Quinolizidine, которые защищают лягушек как от бактерий и грибковых заболеваний, так и от нападений хищников. Состав и интенсивность используемых золотыми мантеллами ядов зависит от их рациона и среды обитания; предположительно, источником для них являются употребляемые в пищу муравьи и термиты.

## Международная защита
Согласно классификации МСОП, популяция лягушек вида золотая мантелла, в связи с планомерной вырубкой тропических лесов, относится к категории Вымирающие виды (EN) и находится под угрозой вымирания. В 1990-е годы золотые мантеллы активно отлавливались и в огромном количестве вывозились за рубеж, где продавались в частные террариумы. В 2006 году ввоз этого вида лягушек в страны Европейского сообщества был поставлен под полный запрет. В настоящее время золотые мантеллы содержатся и исследуются по всей планете в 35 зоопарках и научных учреждениях.

## Галерея

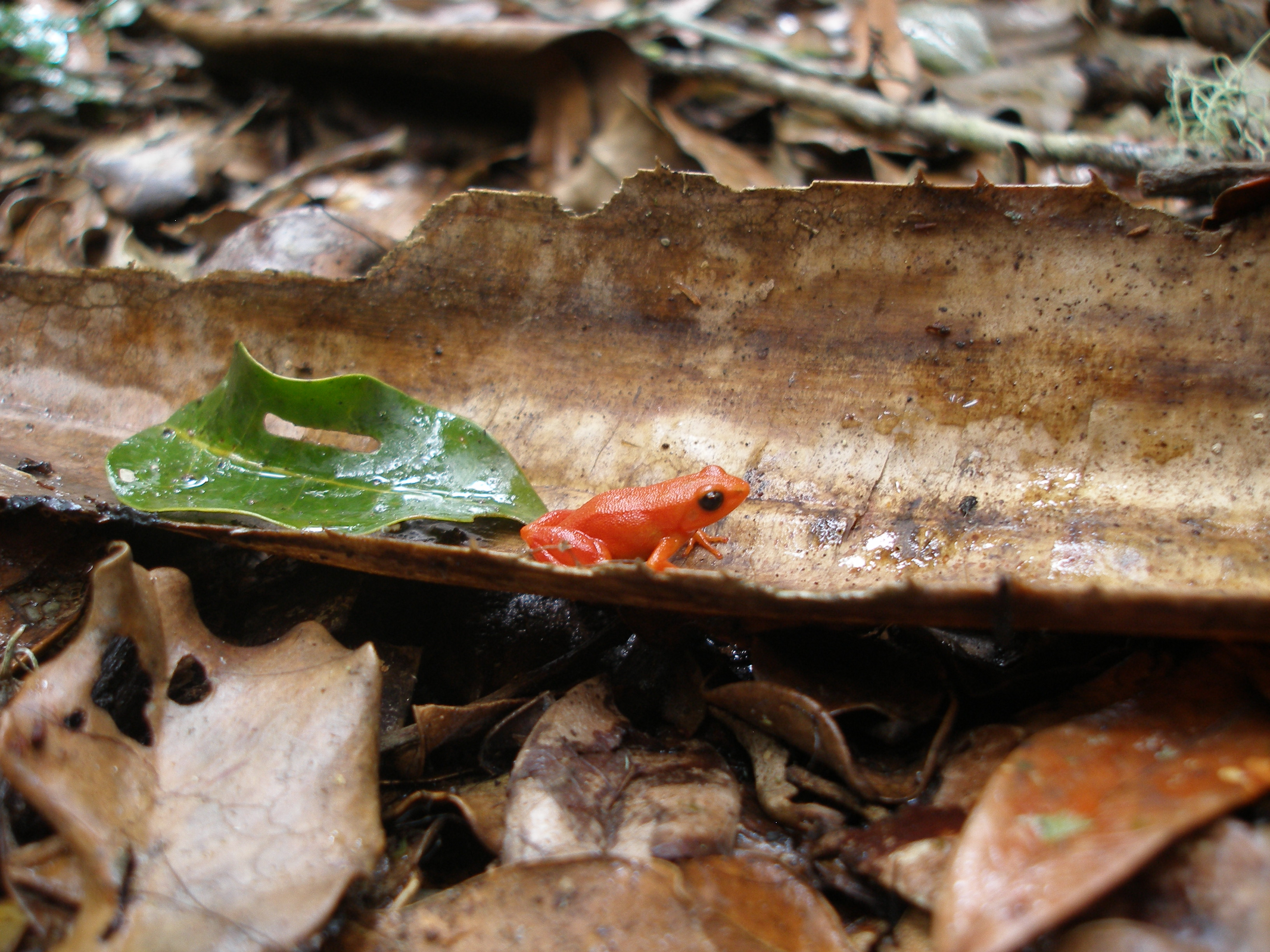
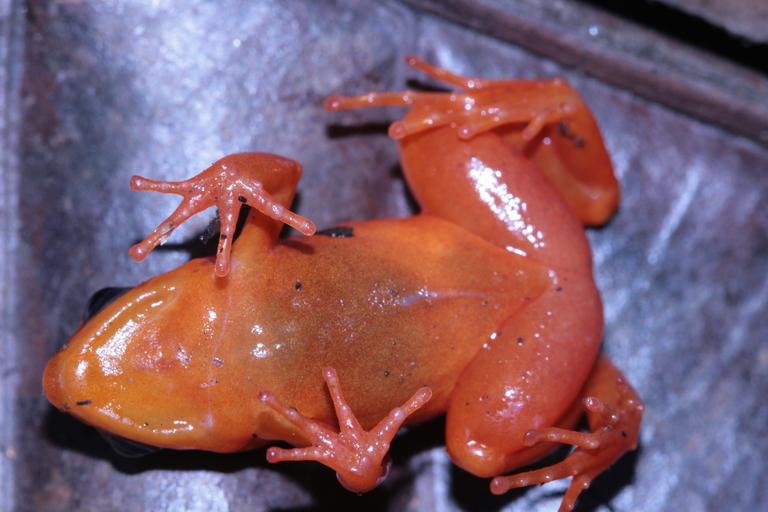
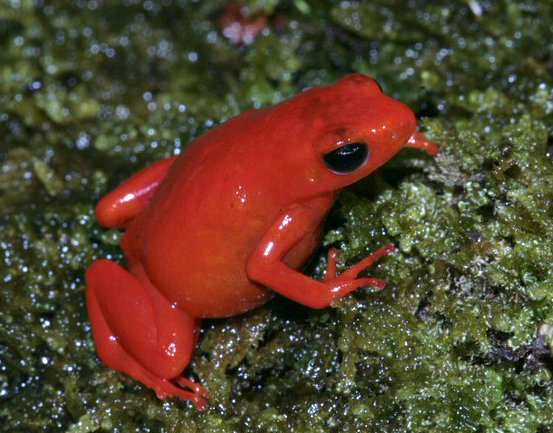
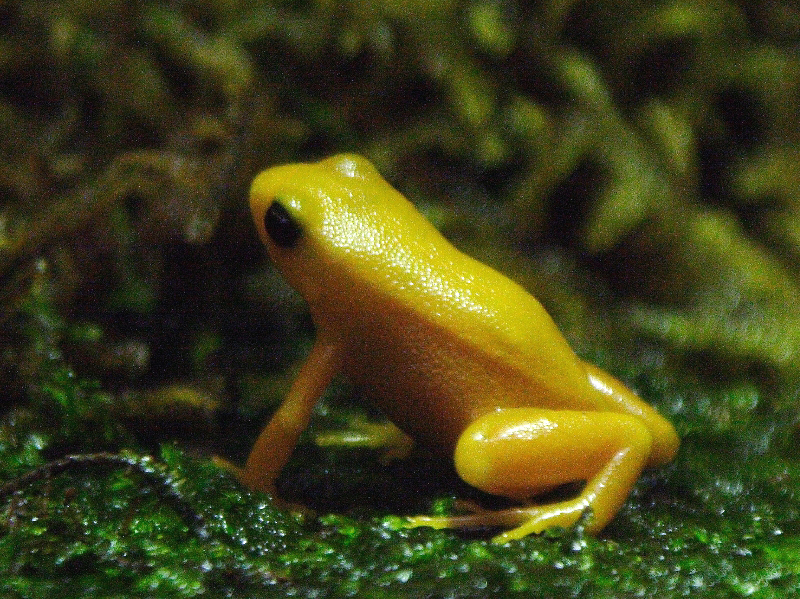